# Adoptar, estender e extinguir
A expressão "adoptar, estender e extinguir", também conhecida como "Adoptar, estender e exterminar" (em inglês: Embrace, extend and extinguish) é uma frase que o Departamento de Justiça estado-unidense alega ter sido usada internamente pela Microsoft para descrever sua estratégia de lançar produtos envolvendo padrões amplamente usados, estendendo esses padrões com funções proprietárias e incompatíveis e então usar essas diferenças para por seus concorrentes em desvantagem.

## Origem
A estratégia a frase "adoptar e estender" foram descritos pela primeira vez fora da Microsoft em 1996 no New York Times, artigo intitulado "Amanhã, a World Wide Web! Microsoft, o rei PC, quer reinar através da internet", em que o escritor John Markoff disse: "Ao invés de simplesmente adoptar e estender a internet, os críticos da empresa temem agora, a Microsoft tem a intenção de afundá-los." A frase "adoptar e estender" também aparece em uma canção motivacional jocosa do empregado da Microsoft Dean Ballard, em uma entrevista de Steve Ballmer para New York Times.
A variação "adoptar, estender e extinguir", foi introduzido pela primeira vez no julgamento antitruste Estados Unidos v. Microsoft quando o vice-presidente da Intel, Steven McGeady, testemunhou que o vice-presidente da Microsoft Paul Maritz usou a frase em uma reunião de 1995 com a Intel para descrever a estratégia da Microsoft em direção a Netscape, Java, e a internet.

## A estratégia
Três fases da estratégia são:
1. Adoptar: Desenvolvimento de software substancialmente compatível com um produto concorrente, ou a implementação de um padrão público.
2. Estender: Adição e promoção dos recursos não suportados pelo produto concorrente ou parte do padrão, criando problemas de interoperabilidade para os clientes que tentam usar o padrão "simples".
3. Extinguir: Quando as extensões tornam-se um padrão de fato por causa da sua quota de mercado dominante, eles marginalizariam os concorrentes que não possam ou não queiram suportar as novas extensões.

O Departamento de Justiça dos EUA, os críticos da Microsoft, e jornalistas da indústria de computador afirmam que o objetivo da estratégia é monopolizar uma categoria de produto. Tal estratégia difere da estratégia originalmente proposta por J. Allard  "adoptar, estender então inovar" tanto no conteúdo como fases. A Microsoft alega que a estratégia original não é anti-competitiva, mas sim um exercício do seu poder discricionário para implementar recursos que ela acredita que os clientes querem.

## Exemplos
- Incompatibilidades no navegador:
  - Os demandantes no caso antitruste alegou que a Microsoft tinha adicionado suporte para controles ActiveX no Internet Explorer para quebrar compatibilidade com Netscape Navigator, que usou componentes baseados em Java e o sistema Netscape de plugin.
  - O CSS, dados:, etc.: Uma década após a ação antitruste relacionada com o Netscape, a empresa Opera Software apresentou uma queixa antitruste contra a Microsoft na União Europeia dizendo que "chamandos a Microsoft para aderir a seus próprios pronunciamentos públicos para apoiar estas normas, em vez de sufocar-las com sua notória estratégia "adoptar, estender e extinguir".[15]
  - Em documentos do Office: Em um memorando ao grupo de produtos do Office em 1998, Bill Gates declarou: "Uma coisa que nós temos que mudar ou permitir a estratégia dos documentos do Office redirecionem muito bem outras pessoas [sic] navegadores é uma das coisas mais destrutivas que poderíamos fazer para a empresa. Nós temos que parar de colocar qualquer esforço para isso e certifique-se que documentos do Office depende [sic] muito bem da compatibilidade PROPRIEDADE DO IE. Qualquer outra coisa é um suicídio para a nossa plataforma. Este é um caso em que o Office tem de evitar fazer algo para destruir o Windows." [Ênfase no original][16]
- A quebra de portabilidade com Java: Os demandantes do caso antitruste também acusaram a Microsoft de usar uma estratégia de "adoptar e estender" no que diz respeito à plataforma Java, que foi concebida de forma explícita com o objetivo de desenvolver programas que poderiam funcionar em qualquer sistema operacional, seja ele Windows, Mac ou Linux. Alegaram que, omitindo a Java Native Interface (JNI) a partir de sua implementação e fornecendo J/Direct para um propósito semelhante, a Microsoft deliberadamente amarrou programas do Windows Java para sua plataforma, tornando-as inutilizáveis em sistemas Linux e Mac. De acordo com uma comunicação interna, a Microsoft procurou minimizar compatibilidade multiplataforma Java e torná-la "apenas o mais recente, o melhor caminho para escrever aplicativos do Windows".[17] A Microsoft pagou a Sun US $ 20 milhões em Janeiro de 2001 (26,6 milhões dólares nos termos atuais) para resolver as implicações jurídicas resultantes de sua violação de contrato.[18]
- Mais questões sobre Java: Sun processou a Microsoft sobre Java novamente em 2002 e Microsoft concordou em resolver fora dos tribunais para US$ 2 bilhões[19][20] (2620 milhões dólares em termos de hoje).
- Networking: Em 2000, uma extensão para o protocolo de rede Kerberos (um padrão da Internet) foi incluído no Windows 2000, negando eficazmente todos os produtos, exceto aqueles feitos pela Microsoft acessando um Windows 2000 Server usando o Kerberos.[21] A extensão foi publicada junto a um executável, cuja execução exigiu concordar com NDA, não permitindo implementação por terceiros (especialmente código aberto). Para permitir que desenvolvedores para implementem os novos recursos, sem ter de concordar com a licença, os usuários do Slashdot publicaram o documento (desconsiderando o NDA), permitindo efetivamente desenvolvedores de terceiros acessem a documentação sem ter concordado com NDA. A Microsoft respondeu pedindo ao Slashdot para remover o conteúdo..[22] As extensões da Microsoft para Kerberos, introduziram o formato binário no Windows 2000, já foram descritos na RFC 3244 e RFC 4757, e estas extensões já foram listados na Microsoft Open Specification Promise. Este documento refere-se a "Microsoft-owned ou Microsoft-controlled patentes que são necessárias para implementar" as tecnologias listadas. Declaração legal da Microsoft sobre o uso irrestrito de propriedade intelectual da Microsoft também inclui o Kerberos Network Authentication Service v5 (RFC 1510 e RFC 1964).[23]
- Mensagens instantâneas: Em 2001, CNet News.com descreve um exemplo sobre o programa de mensagens instantâneas da Microsoft.[24] "Adoptar" protocolo de mensagens instantâneas da AOL, o padrão de fato da década de 90 e início de 2000. "Estender" o padrão com addons proprietárias da Microsoft, que acrescentou novos recursos, mas quebrou a compatibilidade com software da AOL. Ganhar o domínio desde que a Microsoft tinha 95% de participação do OS e seu MS Messenger foi fornecido gratuitamente. E finalmente, "extinguir" e bloquear software de mensagens instantâneas da AOL, uma vez que a AOL não pôde utilizar o modificado protocolo MS patenteado.
- Medos da Adobe: Adobe Systems se recusou a deixar a Microsoft implementar PDF com suporte built-in no Microsoft Office, citando os medos da EEE.[25] As versões atuais do Microsoft Office têm suporte built-in para PDF, bem como várias outras normas e padrões ISO.[26][27][28]
- Testemunho de empregado: Em 2007, o empregado da Microsoft Ronald Alepin deu testemunho de especialistas para os demandantes para Comes v. Microsoft no qual ele citou e-mails internos da Microsoft para justificar a alegação de que a empresa intencionalmente empregava esta prática.[29]

## Variante
Uma variante mais antiga da frase é "adoptar, prorrogar, em seguida, inovar" de J Allard no memorando de 1994 "Windows: The Next Killer Application on the Internet" para Paul Maritz e outros executivos da Microsoft. A nota começa com um plano de fundo na internet em geral, e, em seguida, propõe uma estratégia sobre como ativar o Windows para ser o próximo "aplicativo matador" para a internet:
A fim de construir o necessário respeito e ganhar e disseminar o conhecimento na comunidade pela internet, eu recomendo uma receita não diferente daquela que nós usamos com nossos esforços no TCP/IP: adoptar, estender, então inovar. Fase 1 (adoptar): todos os participantes precisam estabelecer uma sólida compreensão da info-estrutura e à comunidade determinar as necessidades e as tendências da base de usuários. Só então poderemos permitir efetivamente os sistema deprodutos da Microsoft para serem grandes sistemas da internet. Fase 2 (Estender): Estabelecer relações com as organizações e empresas adequando os objetivos semelhantes aos nossos. Oferecer ferramentas bem integradas e serviços compatíveis com as normas estabelecidas e padrões populares que têm sido desenvolvidas na comunidade da internet. Fase 3 (Inove): Mover-se em um papel de liderança com novos padrões da internet, que permita padrões fora dos títulos das prateleiras com a internet. Que a consciência mude as regras. O Windows tornar-se a ferramenta para internet da próxima geração do futuro.— J Allard, Windows: The Next Killer Application on the Internet

## Outras companhias e a Microsoft
Durante a guerra dos navegadores, outras empresas além da Microsoft introduziram extensões não compatíveis com os padrões. Em 1995, por exemplo, a Netscape implementou a tag "font", entre outras extensões HTML, sem buscar a avaliação de um organismo de normalização. Com a ascensão do Internet Explorer, as duas empresas ficaram travadas em um empate para implementar características não compatíveis com padrões. Em 2004, para evitar a repetição de uma "guerra dos navegadores" e do pântano resultante de normas conflitantes, a Apple Inc. (fabricante do Safari), Mozilla Foundation (fabricante do Firefox), Google Inc. (fabricante do Google Chrome) e Opera Software (fabricante do Opera browser) formaram a Web Hypertext Application Technology Working Group (WHATWG) para criar padrões abertos para complementar aqueles do World Wide Web Consortium.  A Microsoft originalmente recusou-se a participar, citando como razão a falta de uma política de patentes do grupo. No entanto, atualmente a Microsoft Corporation está listada como membro deste grupo.